# I. ČLTK Prague Open 2021
I. ČLTK Prague Open 2021 byl společný tenisový turnaj mužského okruhu ATP Challenger Tour a ženského okruhu ITF Women's World Tennis Tour, který se odehrával na antukových dvorcích I. ČLTK Praha na Štvanici. Konal se mezi 3. až 9. květnem 2021 v české metropoli Praze jako dvacátý první ročník turnaje.
Mužský turnaj se řadil do challengerové kategorie 80 a jeho rozpočet činil 44 820 eur. Ženská událost patřila do kategorie W25 a disponovala dotací 25 000 dolarů. Nejvýše nasazenými v singlových soutěžích se stali Slováci figurující na přelomu první a druhé světové stovky, Norbert Gombos a Viktória Kužmová. Jako poslední přímí účastníci do dvouher nastoupili 185. hráč žebříčku Lukáš Rosol, a mezi ženami 208. tenistka klasifikace, Indka Karman Thandiová. V důsledku vládních opatření souvisejících s pandemií covidu-19 turnaj probíhal bez přítomnosti diváků.
Třetí singlový titul na okruhu ATP Challenger Tour vyhrál 24letý Nizozemec Tallon Griekspoor, který se posunul na nové karérní maximum, 130. místo. Mužský debl ovládl australsko-ukrajinský pár Marc Polmans a Serhij Stachovskyj, jehož členové navázali na týden starý triumf z Ostrava Challenger 2021.

## Rozdělení bodů a finančních odměn

### Rozdělení bodů
| Soutěž       | vítězové | finalisté | semifinalisté | čtvrtfinalisté | 16 v kole | 32 v kole |
| ------------ | -------- | --------- | ------------- | -------------- | --------- | --------- |
| dvouhra mužů | 80       | 48        | 29            | 15             | 7         | —         |
| čtyřhra mužů | 80       | 48        | 29            | 15             | 0         | —         |
| dvouhra žen  | 65       | 40        | 25            | 13             | 7         | —         |
| čtyřhra žen  | 65       | 40        | 25            | 13             | 1         | —         |

### Finanční odměny
| Soutěž                                | Soutěž      | vítězové | finalisté | semifinalisté | čtvrtfinalisté | 16 v kole | 32 v kole} |
| ------------------------------------- | ----------- | -------- | --------- | ------------- | -------------- | --------- | ---------- |
| dvouhra mužů                          | [ 2 ] [ 6 ] | 6 190 €  | 3 650 €   | 2 160 €       | 1 260 €        | 730 €     | 450 €      |
| dvouhra žen                           |             | 3 935 $  | 2 107 $   | 1 162 $       | 672 $          | 408 $     | 244 $      |
| čtyřhra mužů                          | [ 7 ]       | 2 670 €  | 1 550 €   | 930 €         | 550 €          | 310 €     | —          |
| čtyřhra žen                           |             | 3 935 $  | 2 107 $   | 1 162 $       | 672 $          | 408 $     | 244 $      |
| částka ve čtyřhrách je uvedena na pár |             |          |           |               |                |           |            |

## Dvouhra mužů

### Nasazení
| Stát                          | Hráč            | ATP  | Nasazení |
| ----------------------------- | --------------- | ---- | -------- |
| Slovensko                     | Norbert Gombos  | 95.  | 1.       |
| Japonsko                      | Júiči Sugita    | 109. | 2.       |
| Slovensko                     | Andrej Martin   | 110. | 3.       |
| Rakousko                      | Dennis Novak    | 111. | 4.       |
| USA                           | Denis Kudla     | 117. | 5.       |
| Polsko                        | Kamil Majchrzak | 123. | 6.       |
| Německo                       | Peter Gojowczyk | 132. | 7.       |
| Indie                         | Sumit Nagal     | 137. | 8.       |
| Žebříček ATP k 26. dubnu 2021 |                 |      |          |

### Jiné formy účasti
Následující hráči obdrželi divokou kartu do hlavní soutěže:
- Jiří Lehečka
- Andrew Paulson
- Michael Vrbenský

Následující hráč obdržel do hlavní sotěže zvlážní výjimku:
- Renzo Olivo

Následující hráči postoupili z kvalifikace:
- Zdeněk Kolář
- Vít Kopřiva
- Serhij Stachovskyj
- Kacper Żuk

## Ženská dvouhra

### Nasazení
| Stát                          | Hráčka                       | WTA  | Nasazení |
| ----------------------------- | ---------------------------- | ---- | -------- |
| Slovensko                     | Viktória Kužmová             | 106. | 1.       |
| Rumunsko                      | Jaqueline Cristianová        | 147. | 2.       |
| Rakousko                      | Barbara Haasová              | 156. | 3.       |
| Rumunsko                      | Elena-Gabriela Ruseová       | 175. | 4.       |
| Turecko                       | Çağla Büyükakçay             | 177. | 5.       |
| Nizozemsko                    | Lesley Pattinama Kerkhoveová | 179. | 6.       |
| Slovensko                     | Rebecca Šramková             | 196. | 7.       |
| Rakousko                      | Julia Grabherová             | 197. | 8.       |
| Žebříček WTA k 26. dubnu 2021 |                              |      |          |

### Jiné formy účasti
Následující hráčky obdržely divokou kartu do hlavní soutěže:
- Nikola Bartůňková
- Ana Konjuhová
- Linda Nosková
- Darja Viďmanová

Následující hráčka nastoupila pod žebříčkovou ochranou:
- Karman Thandiová

Následující hráčky postoupily z kvalifikace:
- Anna Bondárová
- Amanda Carrerasová
- Johana Marková
- Jule Niemeierová
- Paula Ormaecheaová
- İpek Özová
- Chantal Škamlová
- Šalimar Talbiová

## Mužská čtyřhra

### Nasazení
| Stát                                                                                   | Hráč                | Stát       | Hráč                 | ATP  | Nasazení |
| -------------------------------------------------------------------------------------- | ------------------- | ---------- | -------------------- | ---- | -------- |
| Ukrajina                                                                               | Denys Molčanov      | Kazachstán | Oleksandr Nedověsov  | 200. | 1.       |
| Venezuela                                                                              | Luis David Martínez | Španělsko  | David Vega Hernández | 220. | 2.       |
| Chorvatsko                                                                             | Ivan Sabanov        | Chorvatsko | Matej Sabanov        | 252. | 3.       |
| Německo                                                                                | Andre Begemann      | Německo    | Daniel Masur         | 274. | 4.       |
| Žebříček ATP k 26. dubnu 2021; číslo je součtem žebříčkového postavení obou členů páru |                     |            |                      |      |          |

### Jiné formy účasti
Následující páry obdržely divokou kartu do hlavní soutěže:
- Jan Šátral /  Robin Staněk
- Jiří Lehečka /  Michael Vrbenský
- Andrew Paulson /  Patrik Rikl

## Ženská čtyřhra

### Nasazení
| Stát                                                                       | Hráčka                | Stát     | Hráčka                  | WTA  | Nasazení |
| -------------------------------------------------------------------------- | --------------------- | -------- | ----------------------- | ---- | -------- |
| Švýcarsko                                                                  | Xenia Knollová        | Rumunsko | Elena-Gabriela Ruseová  | 263. | 1.       |
| Maďarsko                                                                   | Anna Bondárová        | Belgie   | Kimberley Zimmermannová | 340. | 2.       |
| Česko                                                                      | Anastasia Dețiuc      | Česko    | Johana Marková          | 377. | 3.       |
| Německo                                                                    | Tayisiya Mordergerová | Německo  | Yana Mordergerová       | 541. | 4.       |
| Žebříček WTA k 26. dubnu 2021; číslo je součtem umístění obou členek páru. |                       |          |                         |      |          |

## Přehled finále

### Mužská dvouhra
- Tallon Griekspoor vs.  Oscar Otte 5–7, 6–4, 6–4.

### Ženská dvouhra
- Jule Niemeierová vs.  Dalma Gálfiová, 6–4, 6–2

### Mužská čtyřhra
- Marc Polmans /  Serhij Stachovskyj vs.  Ivan Sabanov /  Matej Sabanov 6–3, 6–4

### Ženská čtyřhra
- Anna Bondárová /  Kimberley Zimmermannová vs.  Xenia Knollová /  Elena-Gabriela Ruseová, 7–6(7–5), 6–2